# Sadowice Wrocławskie
Sadowice Wrocławskie – przystanek kolejowy w Sadowicach, w województwie dolnośląskim, w Polsce.

## Ruch pasażerski
| Rok  | Wymiana pasażerska na dobę |
| ---- | -------------------------- |
| 2017 | 50-99                      |
| 2022 | 200-299                    |